# Tawo (Hunan)
Pour les articles homonymes, voir Tawo.
Tawo est un village situé dans le Nord-Ouest de la province de Hunan, dans le Sud de la Chine.